# 멘게시

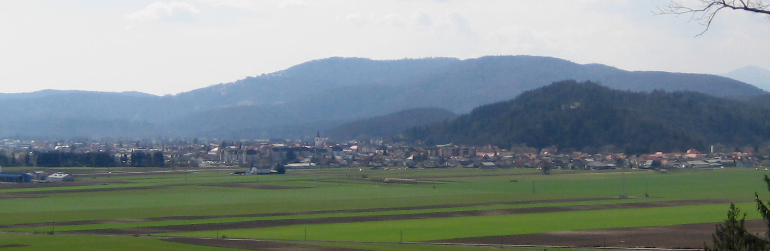
멘게시

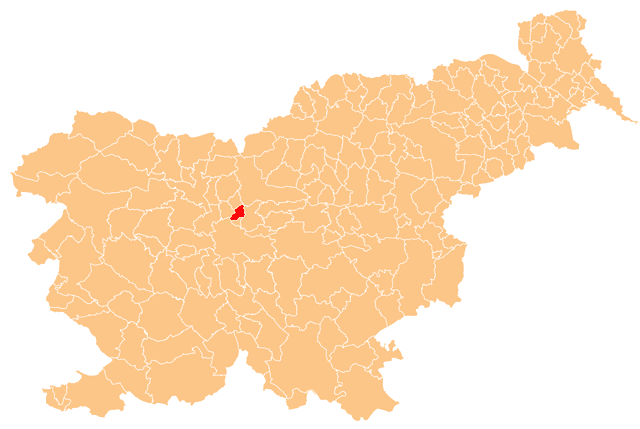
멘게시의 위치

멘게시(슬로베니아어: Mengeš, 독일어: Mansburg 만스부르크[*])는 슬로베니아의 도시로 면적은 22.5km2, 높이는 315m, 인구는 6,662명(2002년 기준), 인구 밀도는 296.1명/km2이다.